# Live!! +one
Albums de Iron Maiden
Iron Maiden
(1980) Killers
(1981)
Live !! +one est un mini-album live du groupe de heavy metal britannique Iron Maiden publié en 1980. Il a été enregistré le 4 juillet 1980 au Marquee Club de Londres. Ce disque est relativement méconnu dans la discographie du groupe ; l'absence d'illustration graphique de la pochette montre son caractère improvisé.

## Liste des titres

### Édition japonaise
1. Sanctuary (Di'Anno, Murray, Harris) 4:22
2. Phantom of the Opera (Harris) 7:12
3. Drifter (Harris) 8:16
4. Women in Uniform (reprise de Skyhooks) 3:07

### Édition grecque
1. Drifter (Harris) 8:16
2. Phantom of the Opera (Harris) 7:12
3. Women in Uniform (reprise de Skyhooks) 3:07
4. Innocent Exile (Harris) 4:04
5. Sanctuary (Di'Anno, Murray, Harris) 4:22
6. Prowler ( Harris) 3:55
7. Running Free (Di'Anno, Harris) 2:47
8. Remember Tomorrow ( Di'Anno, Harris) 5:43
9. I've Got the Fire (reprise de Ronnie Montrose) 3:14

## Musiciens
- Paul Di'Anno : chant
- Dave Murray : guitare
- Dennis Stratton : guitare
- Steve Harris : basse
- Clive Burr : batterie